# Varga István (cselgáncsozó)
Varga István (Nagyszénás, 1960. augusztus 22. – Budapest, XII. kerület, 2023. február 12.) magyar cselgáncsozó, olimpikon.

## Pályafutása
Varga István és Haluska Mária gyermekeként született.
1977 és 1980 között a Honvéd Szalvai SE, 1981–82-ben a Bp. Spartacus, 1983 és 1989 között a Bp. Honvéd cselgáncsozója volt. 1987-ben 95 kg-ban magyar bajnoki címet szerzett. 1985 és 1988 között volt a válogatott keret tagja. Az 1985-ös hamari Európa-bajnokságon 86 kg-ban ötödik helyezett lett. Az 1987-es párizsi és 1988-as pamplonai Európa-bajnokságon 95 kg-ban a hetedik helyen végzett. Részt vett az 1988-as szöuli olimpián, ahol 95 kg-ban helyezetlenül fejezte be a versenyt.
Vizoviczki László testőreként és bizalmasaként a Vizoviczki-per koronatanúja volt. Halálhíre 2023. február 13-án jelent meg egy edzőterem hivatalos Facebook oldalán.

## Családja
Nagybátyja: Varga Imre (1945–2011) cselgáncsozó, edző volt.

## Sikerei, díjai
- Magyar bajnokság
  - csapatbajnok (2): 1986, 1987
  - bajnok: 1987 (95 kg)
  - 3.: 1986 (95 kg)
- Európa-bajnokság
  - 5.: 1985 (86 kg)
  - 7. (2): 1987, 1988 (95 kg)